# Coppa Italia di pallacanestro maschile 1992
La sedicesima edizione della Coppa Italia di pallacanestro maschile propone per la terza volta il sistema delle final four, ovvero di semifinali e finale organizzate in un unico impianto in un solo week-end. Per raggiungere le final four le 32 squadre di serie A (A1 + A2) si scontrano in 3 turni (sedicesimi, ottavi e quarti di finale).

## Sedicesimi di finale
10 e 17 settembre 1991
- Scaini Venezia - Phonola Caserta 98-82 / 85-90
- Panasonic Reggio Calabria - Fernet Branca Pavia 104-93 / 76-89
- Lotus Montecatini - Baker Livorno 85-74 / 88-68
- Telemarket Brescia - Stefanel Trieste 69-74 / 60-94
- Rex Udine - Benetton Treviso 70-89 / 84-97
- Kleenex Pistoia - Ticino Assicurazioni Siena 76-63 / 78-77
- Pallacanestro Firenze - A. Rangers Varese 95-95 / 90-98
- Billy Desio - Il Messaggero Roma 81-100 / 93-94
- Marr Rimini - Knorr Bologna 70-79 / 71-118
- Napoli Basket - Pallacanestro Trapani 67-77 / 80-75
- Breeze Milano - Glaxo Verona 86-96 / 80-87
- Mangiaebevi Bologna - Shampoo Clear Cantù 88-87 / 87-99
- Banco Sardegna Sassari - Scavolini Pesaro 80-76 / 78-102
- Turboair Fabriano - Robe di Kappa Torino 87-107 / 69-90
- Sidis Reggio Emilia - Filanto Forlì 98-90 / 73-78
- Cercom Ferrara - Philips Milano 82-96 / 74-109

## Ottavi di finale
24 e 26 settembre 1991
- Scaini Venezia - Fernet Branca Pavia 93-97 / 84-93
- Lotus Montecatini - Stefanel Trieste 78-80 / 59-84
- Kleenex Pistoia - Benetton Treviso 88-92 / 87-87
- A. Rangers Varese - Il Messaggero Roma 99-114 / 86-98
- Pallacanestro Trapani - Knorr Bologna 70-90 / 92-95
- Glaxo Verona - Shampoo Clear Cantù 96-80 / 79-85
- Robe di Kappa Torino - Scavolini Pesaro 75-87 / 79-78
- Sidis Reggio Emilia - Philips Milano 84-104 / 85-112

## Quarti di finale
22 ottobre e 21 novembre 1991
- Fernet Branca Pavia - Stefanel Trieste 109-91 / 79-101
- Benetton Treviso - Il Messaggero Roma 91-89 / 91-89
- Glaxo Verona - Knorr Bologna 91-108 / 93-94
- Scavolini Pesaro - Philips Milano 80-84 / 85-80

## Final four
a Forlì
Semifinali
5 marzo 1992
- Benetton Treviso - Stefanel Trieste 90-87
- Scavolini Pesaro - Knorr Bologna 90-80

Finale
6 marzo 1992
- Scavolini Pesaro - Benetton Treviso 95-92

## Verdetti
- Vincitrice Coppa Italia:  Scavolini Pesaro
Formazione: Walter Magnifico, Giovanni Grattoni, Alessandro Boni, Paolo Calbini, Domenico Zampolini, Haywoode Workman, Cognolato, Darren Daye, Andrea Gracis, Ario Costa. Allenatore: Alberto Bucci.